# Карт (машина)
Карт — простейший гоночный автомобиль без кузова. Скорость карта (класс Суперкарт) может достигать 260 км/ч. Гонки на картах называют картингом.

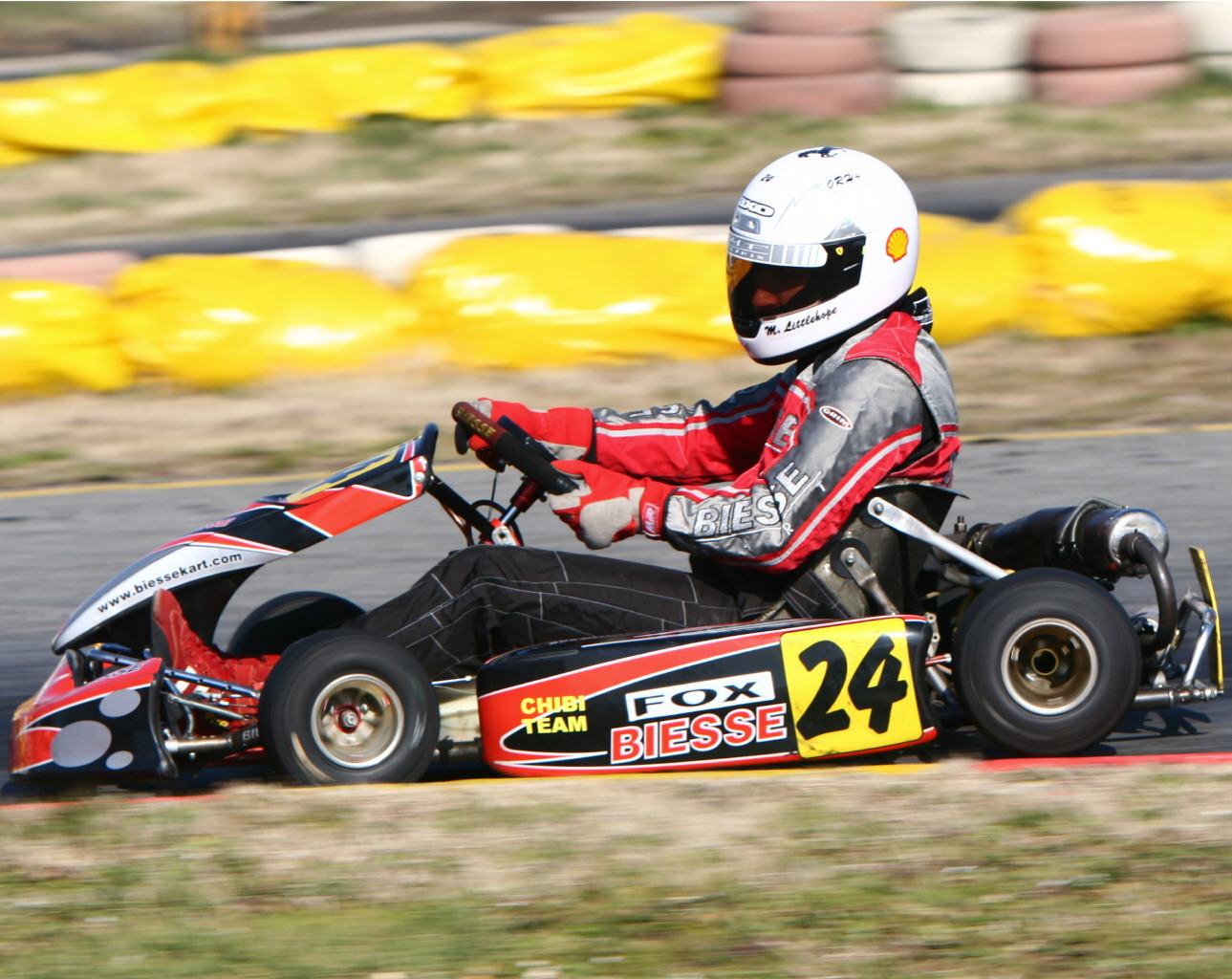
Спортивный карт

## История
Считается, что карт придумали военные лётчики в США после Второй мировой войны. Но это хобби было распространено лишь в узких кругах, пока за дело не взялся Арт Инглс, бывший пилот, механик отделения фирмы «Кёртис крафт компани» в Глендейле, которая выпускала гоночные автомобили. Он в августе 1956 г. на автогонках в Помоне представил публике несложный карт. Машину назвали тележкой (англ. cart).
В 1957 г. Билл Роулс, Даффи Ливингстон и Рой Десброу (англ. Bill Rowles, Duffy Livingstone, Roy Desbrow) создают компанию Go-Kart Company, производящую карты. Дела компании шли настолько успешно, что удалось купить участок в 5 акров, на котором был построен первый картодром. Одновременно Инглс основывает компанию Ingels-Borelli.
В 1958 г. английский бизнесмен Микки Флин заказывает у Go-Kart пять картов. Уже в 1960 году в Великобритании насчитывается свыше 100 фирм, занимающихся производством картов и комплектующих. С февраля 1960 г. в Великобритании начинает издаваться журнал «Karting».
В СССР первый карт был построен в 1964 г. на Рижском авторемонтном заводе. Уже через год советские картингисты приняли участие в международных состязаниях.

## Конструкция карта

### Компоновка
Основой карта является рама, сваренная из стальных труб. Материал рамы должен быть магнитным. Использование титана и углепластиков запрещено.
На раме расположены сиденье, рулевое управление и двигатель. В спортивных картах двигатель обычно располагается справа от водителя (таким образом, для езды на таком карте требуется теплоизоляционная накладка на рукаве комбинезона); в прокатных картах — сзади, так что можно ездить даже без защитной одежды, не рискуя обжечься.
Вес полностью снаряжённого спортивного карта 70—90 кг. Категория A

### Силовая установка
Силовой установкой карта является карбюраторный бензиновый двигатель воздушного или водяного охлаждения; двухтактный на спортивных картах и четырёхтактный на прокатных. Двигатель можно перемещать вперёд-назад (чтобы обеспечить нужное натяжение цепи).
Удельная мощность спортивного карта может быть выше, чем у автомобиля. Карты начального уровня характеризуются мощностью 6—9 л.с. Спортивные карты обладают мощностью в 15—40 л. с., что при массе карта с водителем менее 180 кг даёт удельную мощность в пределах 4—12 кг/л. с. (для сравнения, у Audi TT — 6,5 кг/л. с., у КАМАЗа — 100 кг/л. с. и только гиперкар Koenigsegg One:1 обладает удельной мощностью в 1:1). При этом количество оборотов в минуту может достигать 15 000 — 17 000 (у двухтактных двигателей).
За счёт своей малой массы наиболее мощные классы могут разгоняться до 100 км/ч за 3—4 секунды. При этом перегрузки, испытываемые пилотом, очень велики, поэтому для удачного участия в соревнованиях требуется хорошая физическая подготовка.
Для всех картов действует ограничение на уровень шума.

### Трансмиссия
На картах встречаются три варианта трансмиссии:
- на спортивных картах низших классов (в основном детских) роль трансмиссии играет цепная передача. Такой карт не может стоять на месте с работающим мотором; двигатель заводится «с толкача», а старт даётся с ходу.
- на прокатных и некоторых спортивных картах автоматическое центробежное сцепление и цепная передача. Если не нажимать одновременно на газ и на тормоз, нет риска заглушить двигатель.
- на большинстве спортивных картов: коробка передач со сцеплением. Вращение на заднюю ось также передаётся через цепную передачу. В зависимости от класса, разрешается от двух до шести передач. Сцепление управляется рычагом, расположенным слева под рулём; рычаг переключения передач расположен справа от сиденья.

Дифференциал запрещён. Привод только на задние колёса.

### Ходовая часть
Упругой подвески на карте нет; роль амортизаторов играют шины и рама. Передние колёса, как правило, меньше задних по диаметру. Есть несколько типов резины: слики, промежуточные, дождевые и зимние.
Дифференциала в карте нет, поэтому упругость рамы рассчитывается так, что в повороте внутреннее заднее колесо оказывается в воздухе.
Из-за отсутствия подвески карт требует очень ровного асфальта; практически незаметные бугры на трассе приводят к сильной тряске.

### Рулевое управление
Рулевое управление на карте простейшего типа: рулевой вал соединён тягами с управляемыми колёсами. Поэтому руль карта чрезвычайно жёсткий, с поворотом около 45° в каждую сторону.
Другие типы рулевого управления в картинге запрещены.

### Тормозная система
В зависимости от класса, на картах бывают:
- механические тормоза на заднюю ось (встречается в дешёвых прокатных картах; также разрешено в некоторых детских классах)
- гидравлические тормоза на заднюю ось (в картах без коробки передач);
- гидравлические тормоза на все колёса (в картах с коробкой передач — приводятся в действие педалью; в бескоробочных классах (kf1/kf2) передний контур выведен на ручку под рулём).
- На некоторых картах можно встретить тормозные барабаны.

Карбоновые тормозные диски обязаны быть.

### Безопасность
Боковые короба, передний и задний бампера защищают гонщика и механизмы карта при столкновении. Цепная передача закрыта кожухом, который не позволяет цепи отлететь в сторону. Тормозная тяга дублируется тросиком. В картах с тормозами на все четыре колеса передний и задний контуры действуют независимо, и при отказе одного можно затормозить вторым. Снизу рамы расположен полик — пластина, на которую опираются ноги.

### Настройки карта
Для достижения максимальной скорости спортивный карт можно настраивать. Возможны такие настройки:
- давление в шинах;
- установка/снятие стабилизатора поперечной устойчивости (в некоторых моделях);
- передаточное число цепной передачи;
- развесовка карта (регулируется перемещением сиденья);
- Схождение передних колёс;
- передний клиренс;
- тормозной баланс (в картах с тормозами на все колёса);
- колея на обеих осях;
- настройка карбюратора;
- настройка сцепления (особенно центробежного);
- настройка расстояния от двигателя до резонатора (задаёт оптимальный режим сжатия топливной смеси);
- длина шатуна (степень сжатия).

См. также статьи: «Развесовка карта», «Параметры шины», «Руководство по быстрой настройке карта для новичков», «Как правильно настроить шасси?»

## Прокат картов

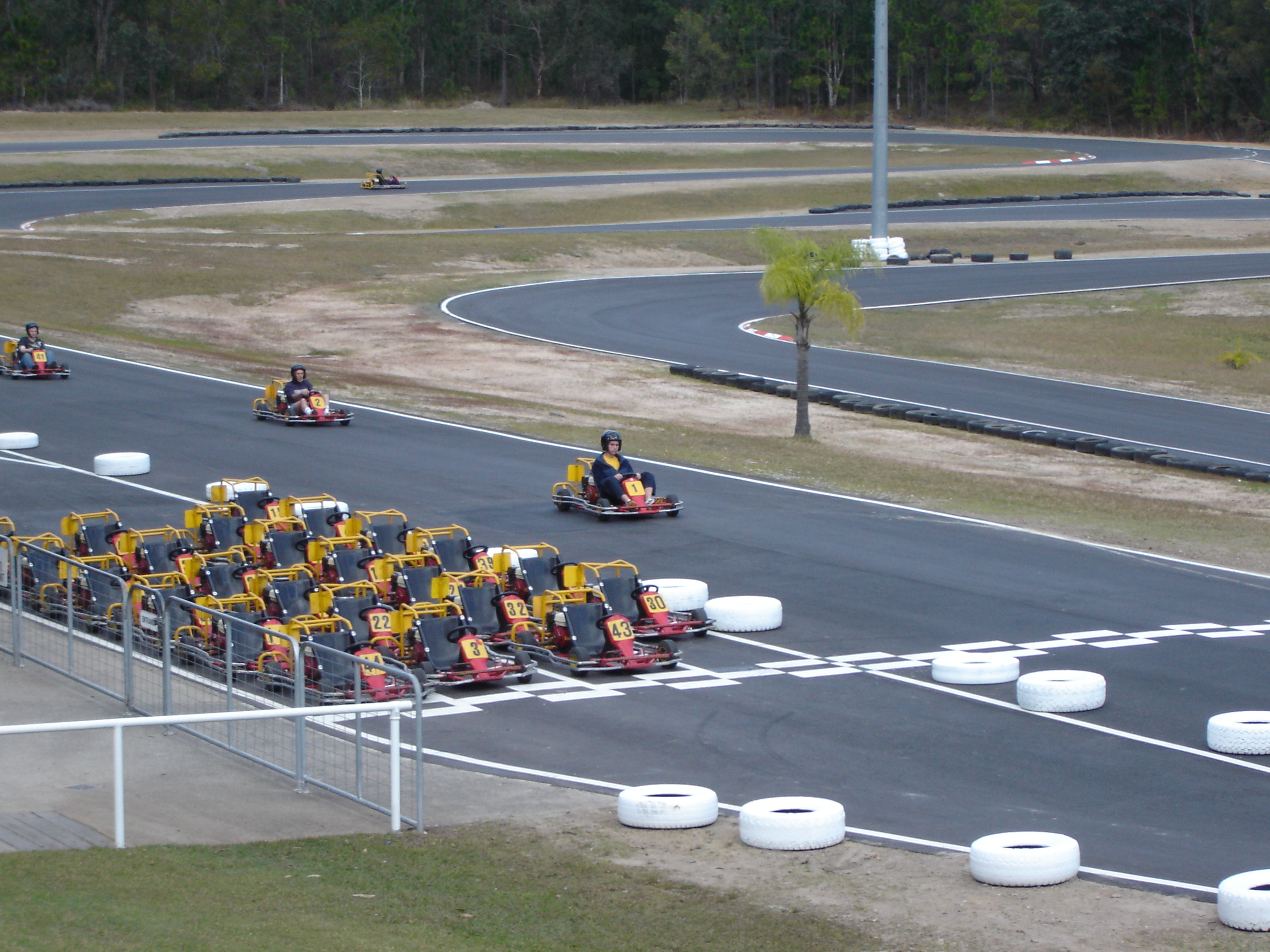
Трасса прокатного картинга

Типичный прокатный карт имеет четырёхтактный двигатель мощностью до 9 л. с. и автоматическое (центробежное) сцепление. Благодаря такой конструкции, чтобы карт ехал, достаточно нажать на газ; если остановиться, двигатель не глохнет. Невысокая скорость прокатного карта не приводит к серьёзным авариям, но позволяет ощутить всю динамику автогонок. Тормоза у прокатного карта только на заднюю ось, поэтому тормозить на поворотах требуется особо аккуратно.

Прокатный карт

Наиболее распространённый двигатель в прокатных картах — Honda GX270 (9 л. с.). Также встречаются менее мощные Honda GX160 и GX20. На широких и длинных трассах могут использоваться двигатели Honda GX390 мощностью 13 л. с.
При наступлении дождя резина карта не меняется на дождевую, продолжают ездить на сликах. Поэтому на мокрой трассе управление картом затруднено. Впрочем, встречаются люди, которые специально приходят на картинг в дождь. Необходимо помнить, что даже в прокатном комбинезоне остаётся большая вероятность полностью намочить свою одежду.
Ограничение по возрасту простейшее: дети допускаются, как только начинают доставать до педалей. На некоторых картодромах предлагают менее мощные карты для детей.
На многих картинг-площадках периодически проводятся любительские соревнования.